# متاروان‌شناسی
متاروان‌شناسی یا فراروان‌شناسی (به انگلیسی:Metapsychology) (به یونانی: meta «فرا، فراتر»، و ψυχολογία «روان‌شناسی») جنبه‌ای از هر نظریه روان‌شناسی است که به ساختار خود نظریه (از این رو پیشوند «فرا») و نه به موجودیت آن اشاره‌دارد. هدف روان‌شناسی مطالعه روان است ولی هدف متاروان‌شناسی مطالعه خود روان‌شناسی است. این اصطلاح بیشتر در گفتمان در مورد روانکاوی که توسط زیگموند فروید توسعه داده شد، استفاده می‌شود. روانکاوی در زمان خود به عنوان شاخه ای از علم (با ریشه در کار مربیان و پیشینیان علمی فروید، به ویژه هلمهولتز، بروکه، شارکو، و ژانت) تلقی می‌شد. اخیراً از این اصطلاح به عنوان زَندشناسی از فهم (با ریشه در مطالعه منابع ادبی فروید، به ویژه سوفوکل و تا حدی گوته و شکسپیر) استفاده می‌شود. علاقه به وضعیت علمی احتمالی روانکاوی در رشته نوظهور عصب روانکاوی، که نمونه اصلی آن مارک سولمز است، تجدید شده‌است. دیدگاه هرمنوتیکی از روانکاوی تمرکز آثار اثرگذار دونا اورنج (Donna Orange) است.